# Lijst van personen overleden in juni 2020
Dit is een lijst van bekende personen die zijn overleden in juni 2020.

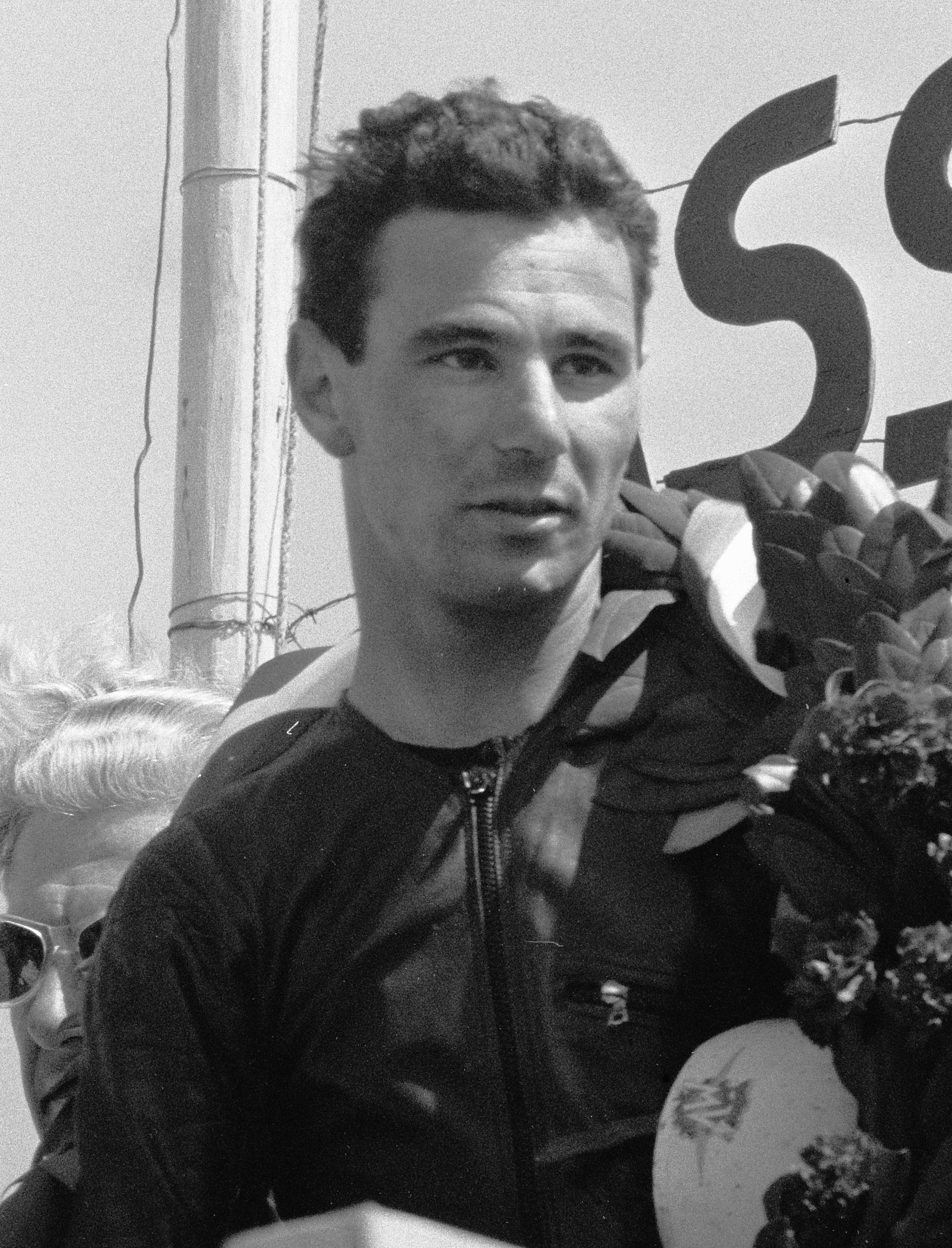
Carlo Ubbiali
2 juni

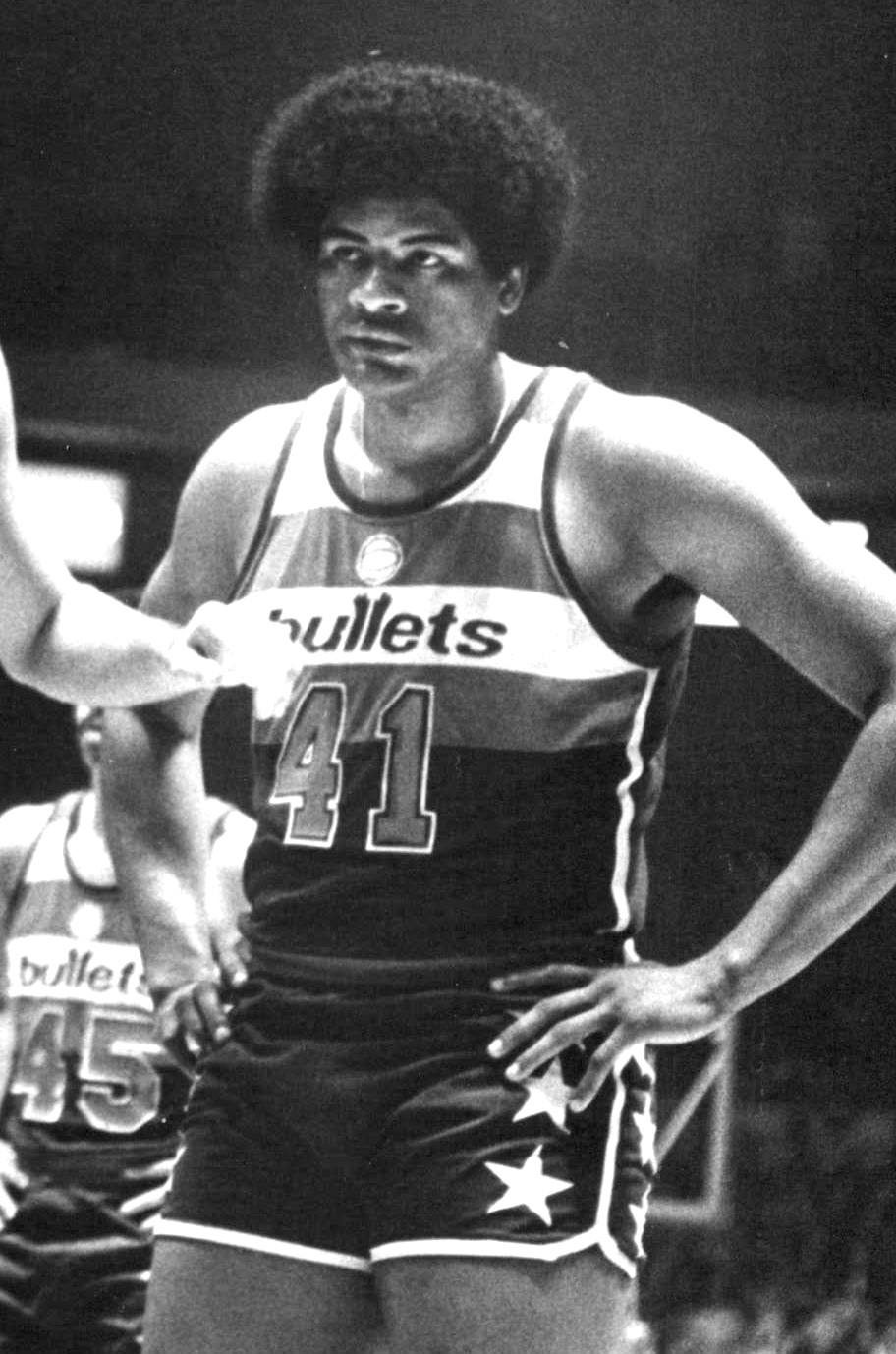
Wes Unseld
2 juni

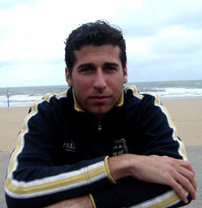
Marc de Hond
3 juni

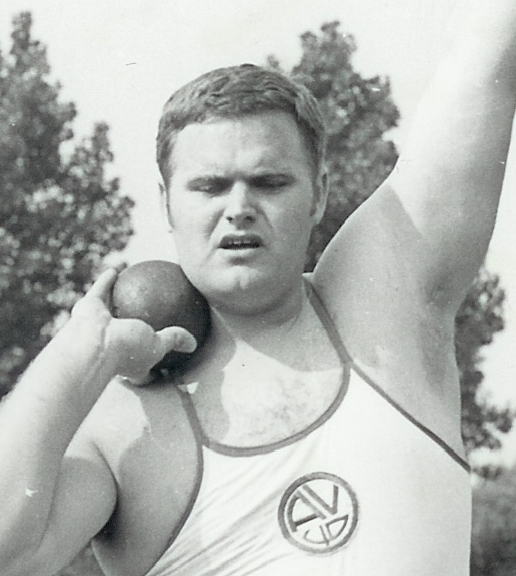
Piet van der Kruk
4 juni

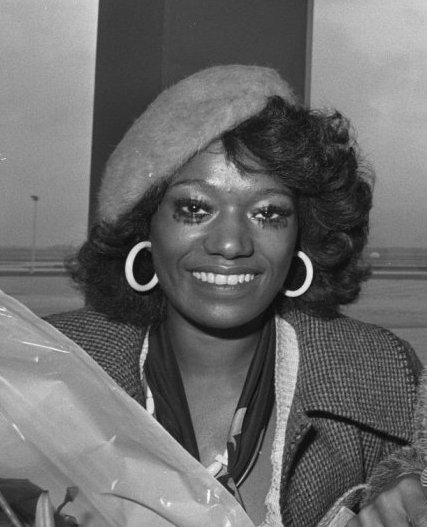
Bonnie Pointer
8 juni

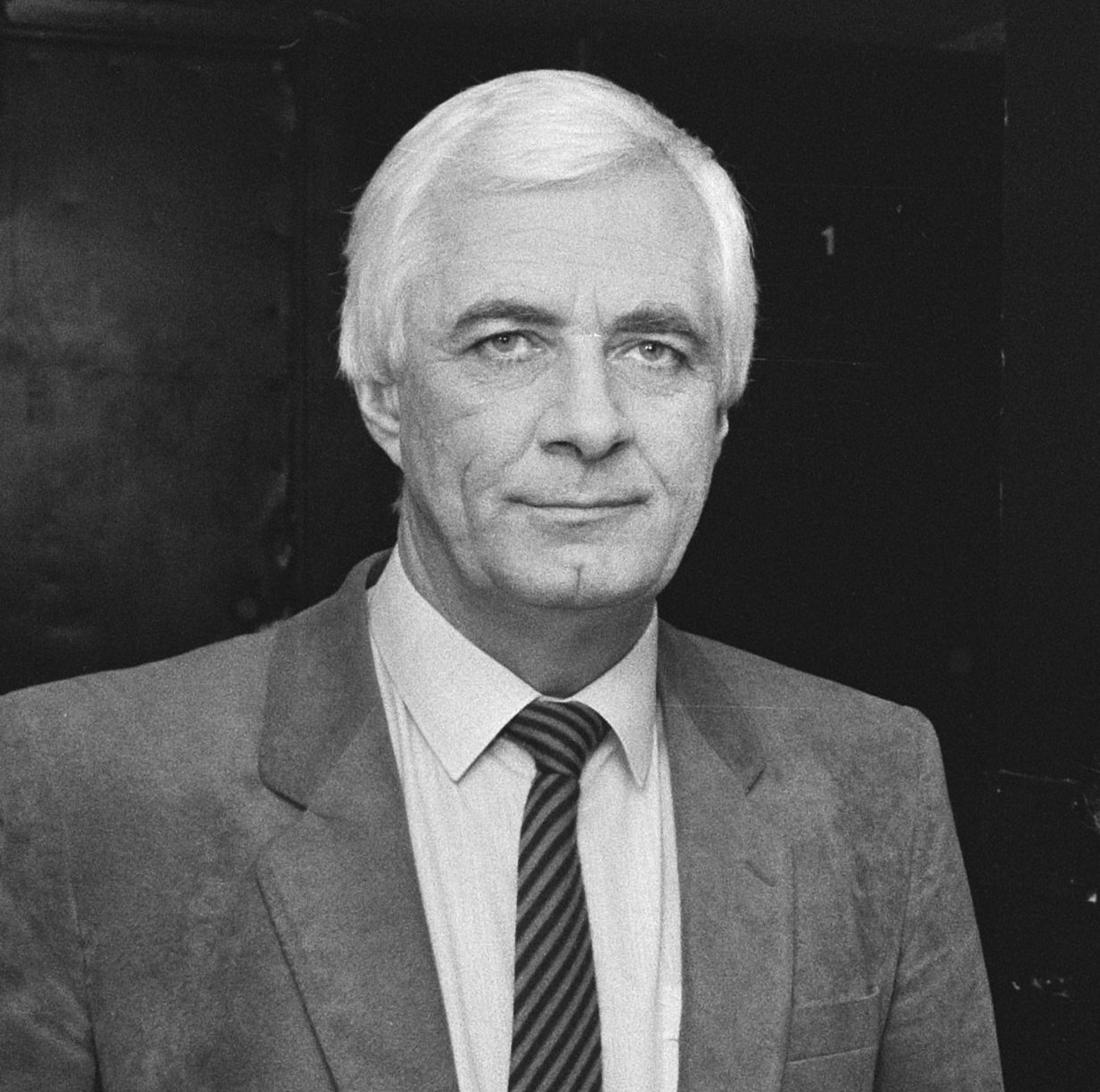
Aad van den Heuvel
10 juni

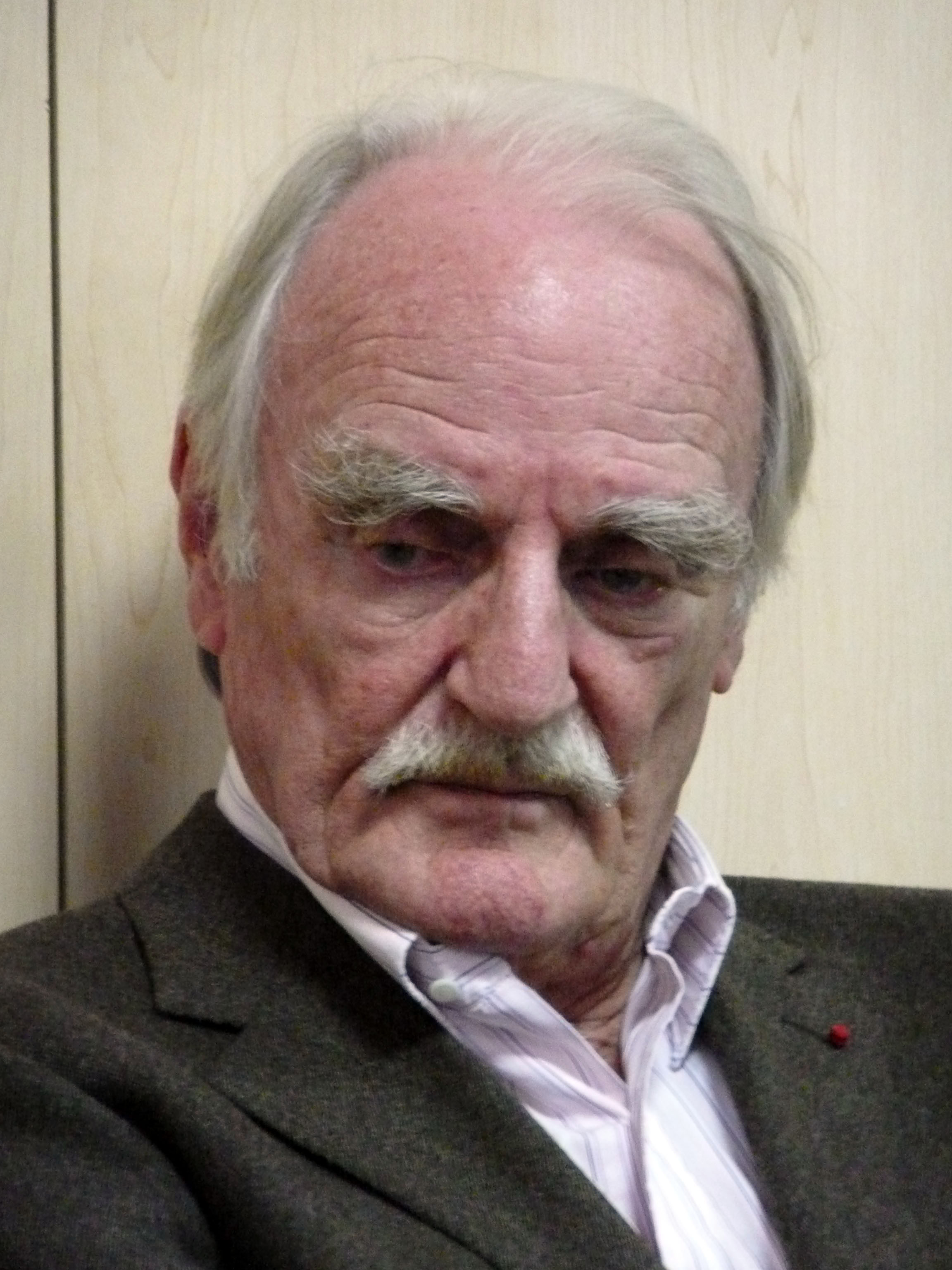
Jean Raspail
13 juni

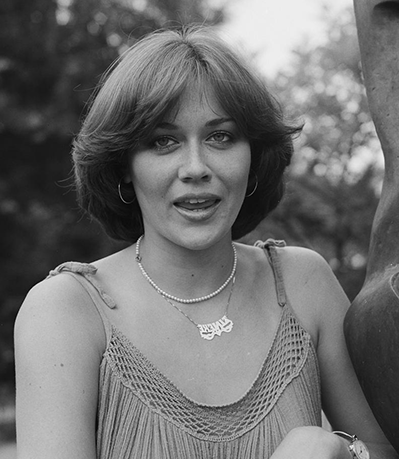
Tineke Verburg
13 juni

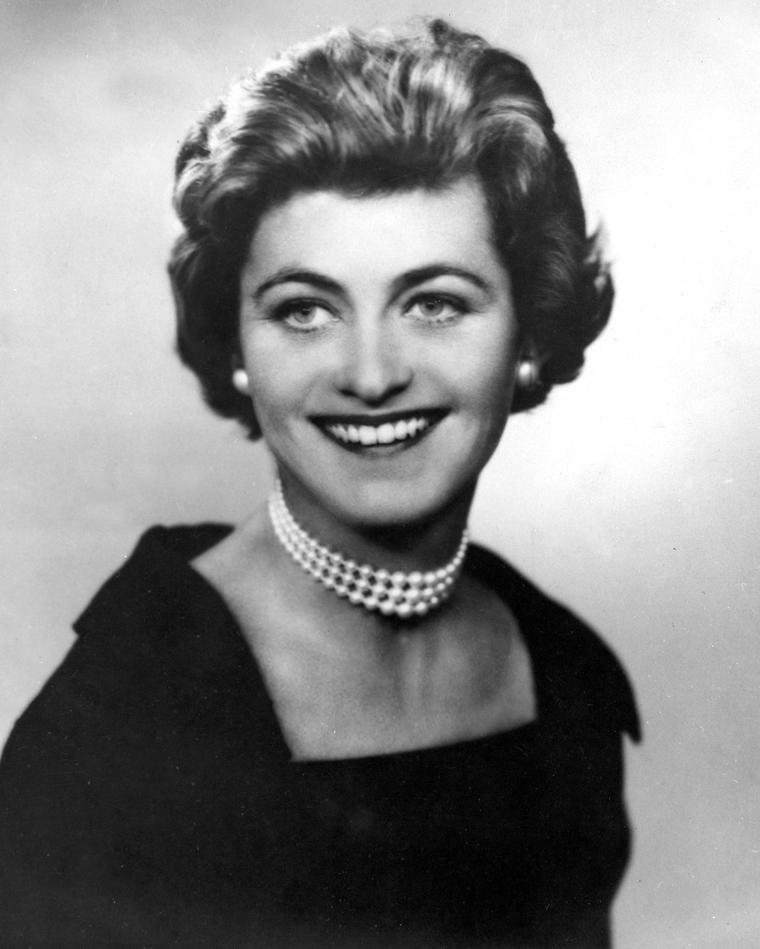
Jean Kennedy Smith
17 juni

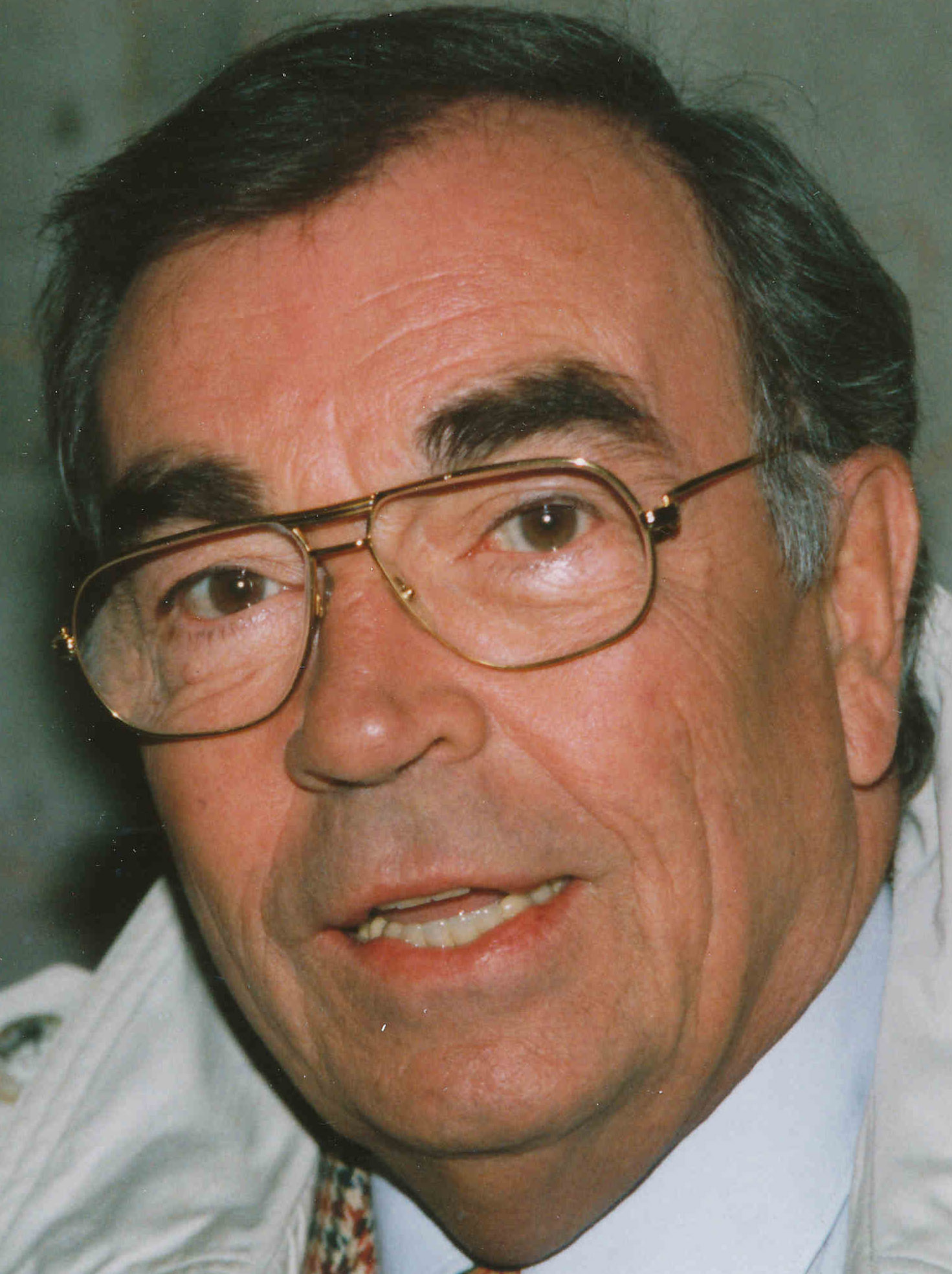
Claus Biederstaedt
18 juni

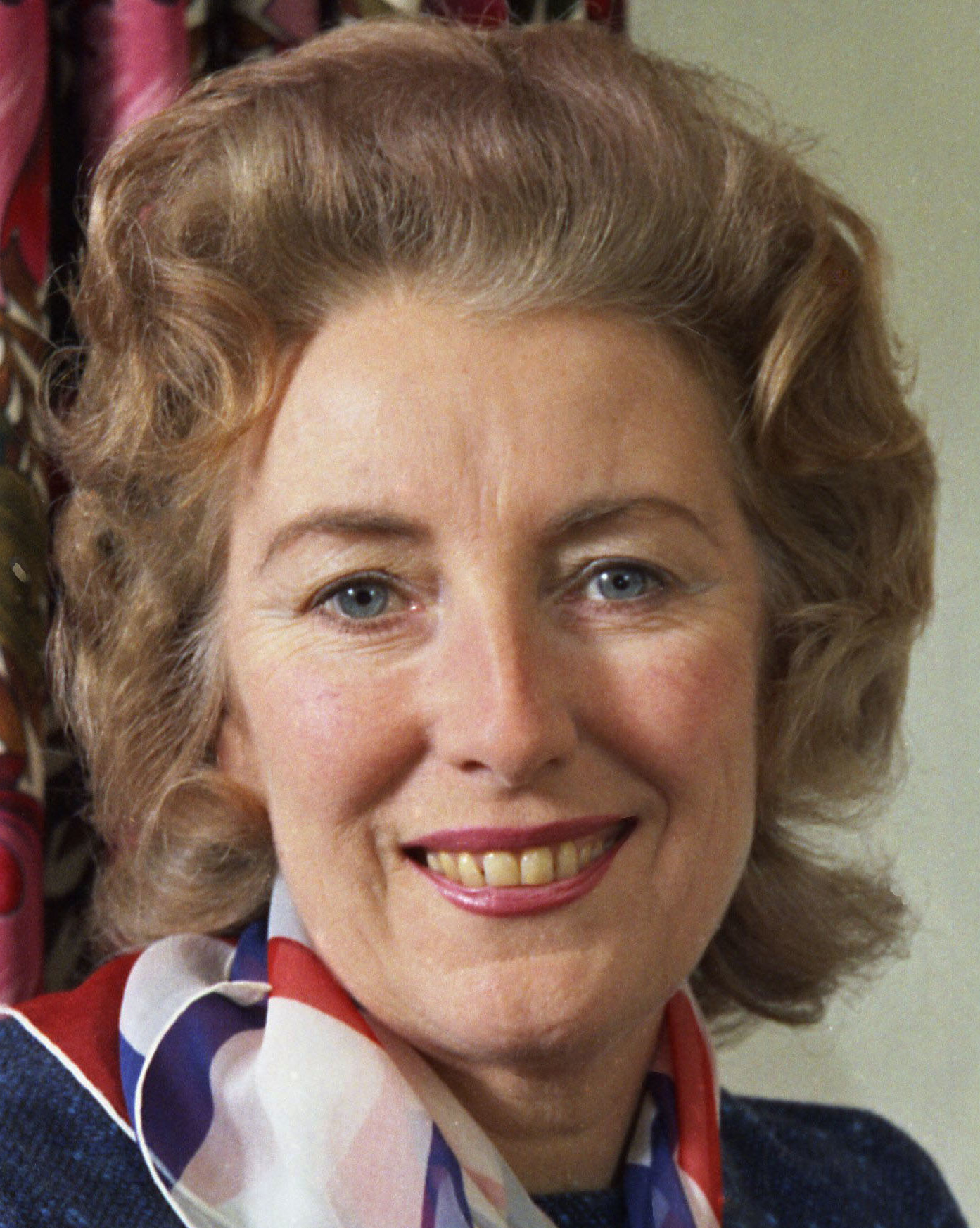
Vera Lynn
18 juni

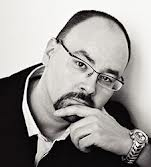
Carlos Ruiz Zafón
19 juni

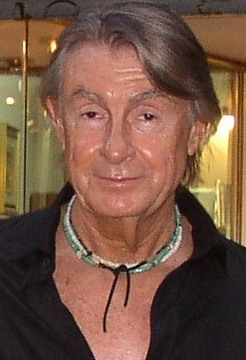
Joel Schumacher
22 juni

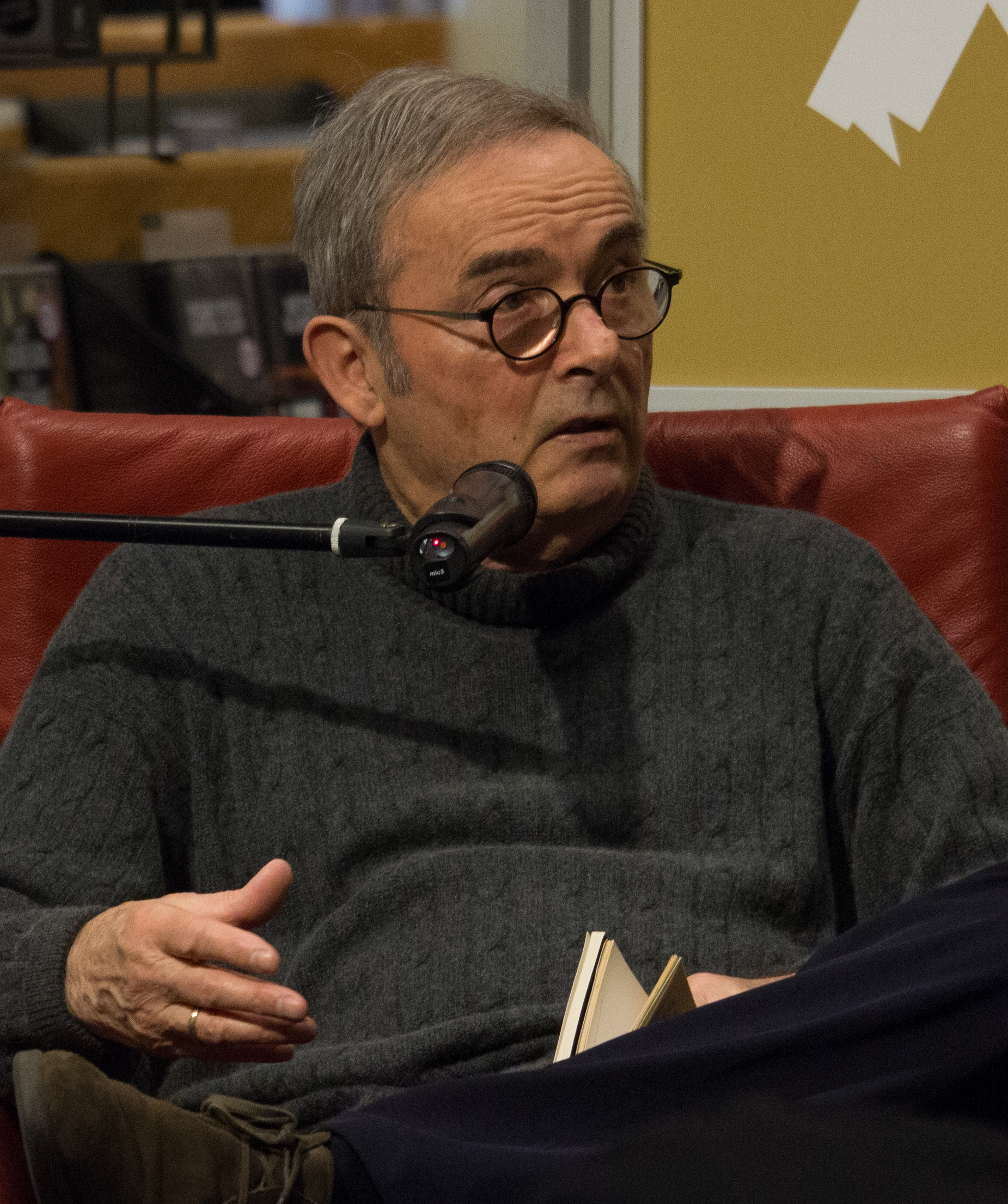
Hans Sleutelaar
25 juni

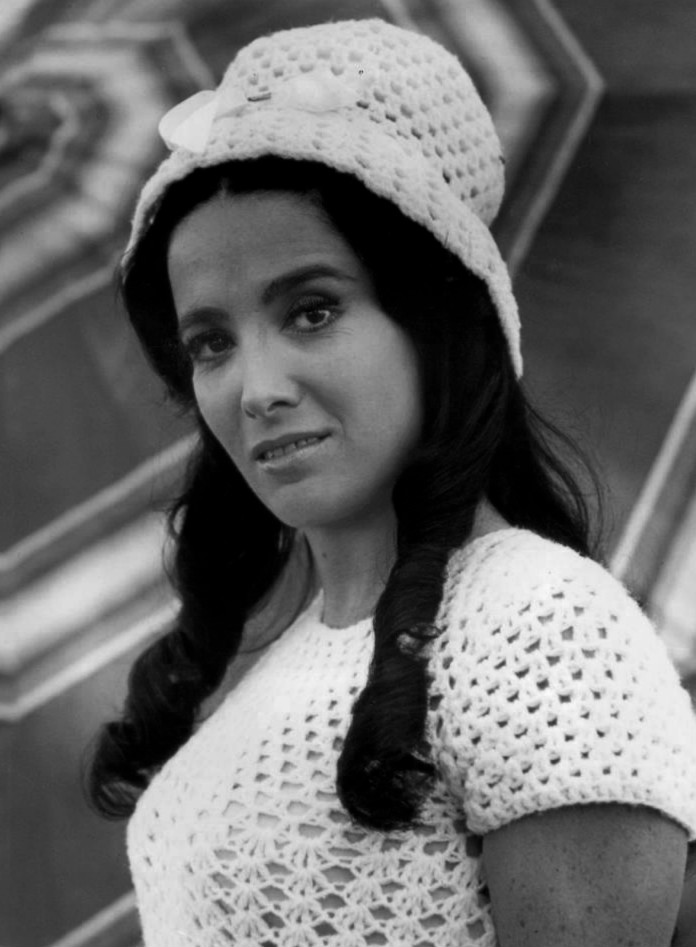
Linda Cristal
27 juni

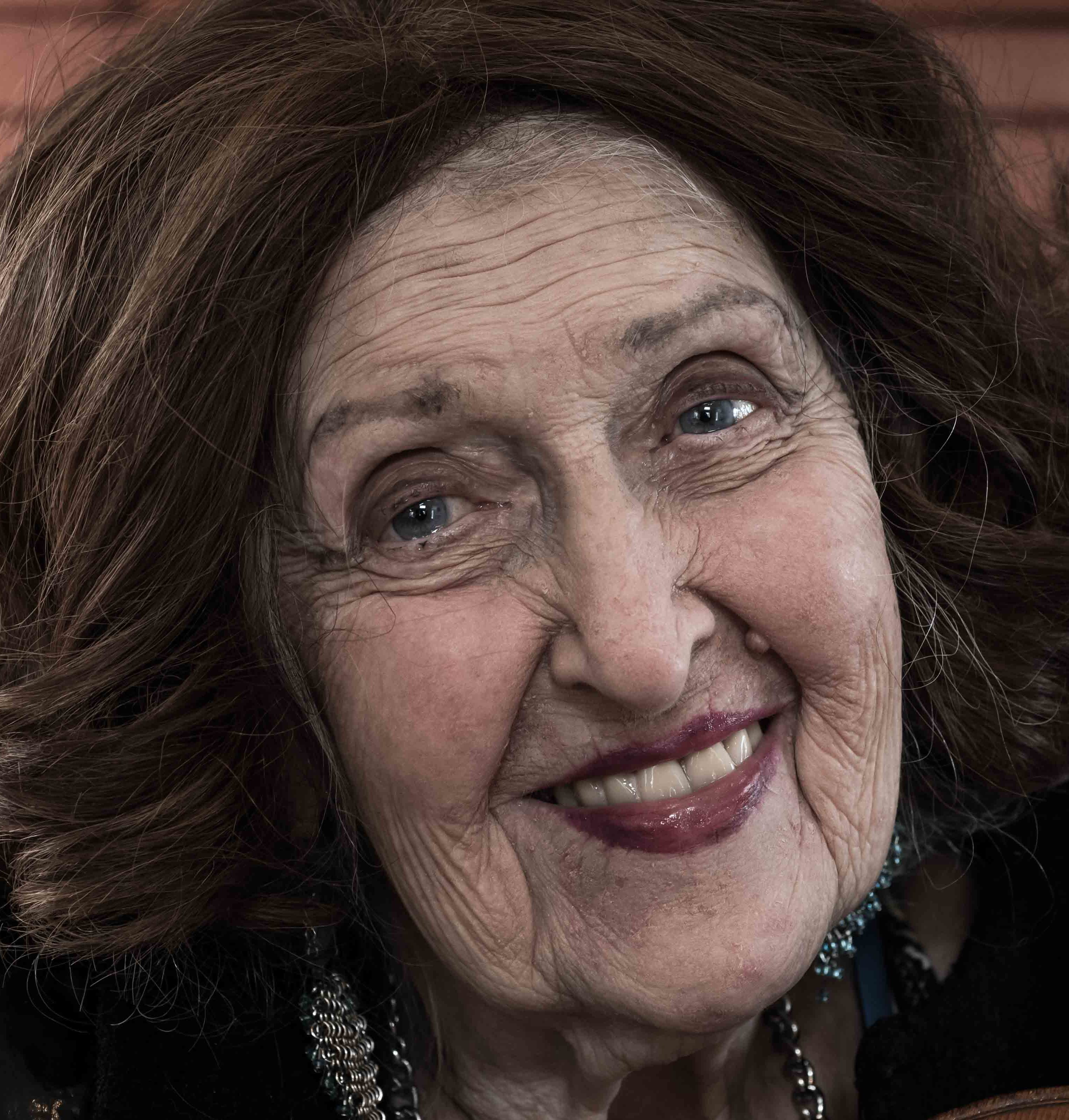
Ida Haendel
30 juni

| 1 | 2 | 3 | 4 | 5 | 6 | 7 | 8 | 9 | 10 | 11 | 12 | 13 | 14 | 15 | 16 | 17 | 18 | 19 | 20 | 21 | 22 | 23 | 24 | 25 | 26 | 27 | 28 | 29 | 30 |
| - | - | - | - | - | - | - | - | - | -- | -- | -- | -- | -- | -- | -- | -- | -- | -- | -- | -- | -- | -- | -- | -- | -- | -- | -- | -- | -- |

### 1 juni
- Joey Image (63), Amerikaans punkrockdrummer[1]
- Myroslav Skoryk (81), Oekraïens componist en musicoloog[2]

### 2 juni
- Werner Böhm (78), Duits schlagerzanger en muzikant[3]
- John Cuneo (91), Australisch zeiler[4]
- Mary Pat Gleason (70), Amerikaans actrice[5]
- Tarq Hoekstra (81), Nederlands archeoloog[6]
- Chris Trousdale (34), Amerikaans acteur en zanger[7]
- Carlo Ubbiali (90), Italiaans motorcoureur[8]
- Wes Unseld (74), Amerikaans basketbalspeler[9]
- Jan Zeeman (78), Nederlands ondernemer[10]

### 3 juni
- Jeanne Goosen (81), Zuid-Afrikaans journaliste, dichteres en schrijfster[11]
- Marc de Hond (42), Nederlands tv-presentator, ondernemer, schrijver, theatermaker en rolstoelbasketballer[12]
- Jerzy Łukaszewski (95), Pools-Belgisch hoogleraar en diplomaat[13]

### 4 juni
- Marcello Abbado (93), Italiaans componist, dirigent en pianist[14]
- Piet van der Kruk (78), Nederlands gewichtheffer en kogelstoter[15]
- Alfons van Orshoven (98), Belgisch hoogleraar, huisarts, schepen[16]
- Steve Priest (72), Brits muzikant[17]
- Herma Steur (93), Nederlands kunstenaar en graficus[18]

### 5 juni
- Boris Gaganelov (78), Bulgaars voetballer en voetbalcoach[19]
- Rupert Hine (72), Brits muzikant en producer[20]
- Tomisaku Kawasaki (95), Japans kinderarts en naamgever van de ziekte van Kawasaki[21]
- James Albert Murray (87), Amerikaans bisschop[22]
- George Vance Murry (71), Amerikaans bisschop[23]
- Kurt Thomas (64), Amerikaans turner[24]

### 6 juni
- Reche Caldwell (41), Amerikaans Americanfootballspeler[25]

### 7 juni
- Chiranjeevi Sarja (39), Indiaas acteur[26]

### 8 juni
- Klaus Berger (79), Duits theoloog, exegeet en publicist[27]
- Tony Dunne (78), Iers voetballer[28]
- Marion Hänsel (71), Belgisch actrice en filmregisseuse[29]
- Pierre Nkurunziza (55), president van Burundi[30]
- Bonnie Pointer (69), Amerikaans zangeres[31]

### 9 juni
- Hein Wellens (84), Nederlands cardioloog en hoogleraar[32]

### 10 juni
- Michel Bellen (74), Belgisch seriemoordenaar en crimineel[33]
- William Hale (88), Amerikaans film- en televisieregisseur[34]
- Aad van den Heuvel (84), Nederlands journalist, programmamaker en schrijver[35]
- Anita Linda (95), Filipijns actrice[36]
- Hans Mezger (90), Duits auto-ingenieur[37]
- Frans Vosman (68), Nederlands hoogleraar[38]

### 11 juni
- Paul Ovink (76), Nederlands beeldend kunstenaar[39]
- Hermann Salomon (82), Duits atleet[40]
- Eppie Wietzes (82), Canadees-Nederlands autocoureur[41]
- Mel Winkler (78), Amerikaans acteur[42]

### 12 juni
- Joost Boks (78), Nederlands hockeyspeler[43]
- Ilona Lucassen (23), Nederlands judoka[44]
- William Sessions (90), Amerikaans ambtenaar, jurist en FBI-directeur[45]
- Ricky Valance (84), Brits zanger[46]
- Albert Vitali (64), Zwitsers politicus[47]

### 13 juni
- Flip G. Droste (91), Nederlands schrijver en publicist[48]
- Kirvan Fortuin (28), Zuid-Afrikaans danser en choreograaf[49]
- Sarah Hegazi (30), Egyptisch lesbisch activiste[50]
- Bram Kloppert (73), Nederlands bokser[51]
- Jean Raspail (94), Frans schrijver[52]
- Tineke Verburg (64), Nederlands televisiepresentatrice en tv-omroepster[53]

### 14 juni
- Betty Goudsmit-Oudkerk (96), Nederlands verzetsstrijdster[54]
- Elsa Joubert (97), Zuid-Afrikaans journalist en schrijfster[55]
- Helena van der Kraan (80), Nederlands fotografe en kunstenares[56]
- Milo Sarens (82), Belgisch bokser[57]
- Sushant Singh Rajput (34), Indiaas acteur[58]
- Keith Tippett (72), Brits jazzpianist en -componist[59]

### 15 juni
- Mário José dos Reis Emiliano (63), Braziliaans voetballer en voetbaltrainer[60]

### 16 juni
- Eduardo Cojuangco jr. (85), Filipijns topman en politicus[61]
- Jannie van Eyck-Vos (84), Nederlands atlete[62]
- Gerda Mylle (66), Belgisch politica[63]
- Edén Pastora (83), Nicaraguaans guerrillastrijder en politicus[64]
- Renée Stotijn (80), Nederlands kunstschilder[65]
- Eusebio Vélez (85), Spaans wielrenner[66]
- Charles Webb (81), Amerikaans auteur[67]

### 17 juni
- György Kárpáti (84), Hongaars waterpolospeler[68]
- Fabrice Philipot (54), Frans wielrenner[69]
- Jean Kennedy Smith (92), Amerikaans ambassadrice, activiste en filantrope[70]
- Ronny Van Sweevelt (57), Belgisch wielrenner[71]
- Willie Thorne (66), Engels snookerspeler en sportcommentator[72]

### 18 juni
- Tibor Benedek (47), Hongaars waterpolospeler[73]
- Claus Biederstaedt (91), Duits acteur, synchroonspreker en regisseur[74]
- Vera Lynn (103), Brits zangeres[75]
- Georges Octors (97), Belgisch violist, dirigent en orkestleider[76]
- Jules Sedney (97), Surinaams politicus[77]
- Kees Wiese (84), Nederlands journalist, schrijver en dichter[78]

### 19 juni
- René Alphonse van den Berghe (80), Belgisch kunsthandelaar[79]
- Mario Corso (78), Italiaans voetballer en voetbaltrainer[80]
- Ian Holm (88), Brits film- en theateracteur[81]
- Carlos Ruiz Zafón (55), Spaans schrijver[82]

### 20 juni
- Svein Arne Hansen (74), Noors sportbestuurder[83]
- William Millerson (67), Curaçaos politicus en karateka[84]

### 21 juni
- György Bálint (100), Hongaars tuinder, journalist, schrijver en politicus[85]
- Jens van Daele (48), Belgisch danser en choreograaf[86]
- Bernardino Piñera Carvallo (104), Chileens aartsbisschop[87]

### 22 juni
- Steve Bing (55), Amerikaans filmproducent en ondernemer[88]
- Xavier Buisseret (79), Belgisch politicus[89]
- José Cutileiro (61), Portugees-Nederlands muzikant en schrijver[90]
- Jesus Dosado (80), Filipijns bisschop[91]
- Liliane Mandema (61), Nederlandse atlete[92]
- Carlos Luis Morales (55), Ecuadoraans voetballer[93]
- Pierino Prati (73), Italiaans voetballer[94]
- Joel Schumacher (80), Amerikaans filmregisseur, scenarioschrijver en producent[95]

### 23 juni
- Nikos Alefantos (81), Grieks voetballer en voetbaltrainer[96]
- Lydia Chagoll (89), Belgisch-Nederlands danseres, choreografe, schrijfster en cineaste[97]

### 24 juni
- Cees de Bruin (74), Nederlands zakenman en miljardair[98]
- Etienne Cerexhe (89), Belgisch senator[99]
- Lenore Harney (95), arts uit Saint Kitts en Nevis[100]
- Jane Parker-Smith (70), Brits organist[101]

### 25 juni
- A.J. Beirens (73), Belgisch radiomaker[102]
- Marga Richter (93), Amerikaans pianiste en componiste[103]
- Hans Sleutelaar (84), Nederlands dichter[104]

### 26 juni
- Kelly Asbury (60), Amerikaans animatiefilmregisseur, scenarioschrijver, stemacteur, auteur en illustrator[105]
- Bernhard van Haersma Buma (88), Nederlands politicus en auteur[106]
- Stuart Cornfeld (67), Amerikaans filmproducent en acteur[107]
- James Dunn (80), Brits theoloog[108]
- Milton Glaser (91), Amerikaans grafisch ontwerper[109]
- Taryn Power (66), Amerikaans actrice[110]
- Ramon Revilla sr. (93), Filipijns politicus en acteur[111]

### 27 juni
- Pete Carr (70), Amerikaans gitarist[112]
- Dumitru Comănescu (111), Roemeens supereeuweling[113]
- Linda Cristal (86), Argentijns actrice[114]
- Joseph Lesecque (65), Belgisch atleet[115]
- Ilija Petković (74), Servisch voetbalcoach[116]
- Alexander Schnitger (61), Nederlands militair[117]

### 28 juni
- Marián Čišovský (40), Slowaaks voetballer[118]
- Louis Mahoney (81), Brits acteur en activist[119]

### 29 juni
- Rudolfo Anaya (82), Amerikaans auteur[120]
- Hachalu Hundessa (34), Ethiopisch muzikant, zanger[121]
- Jan Krajenbrink (78), Nederlands politicus[122]
- Johnny Mandel (94), Amerikaans filmcomponist en arrangeur[123]
- Paula Marckx (94), Belgisch model, journaliste en pilote[124]
- Leo Noordegraaf (71), Nederlands hoogleraar[125]
- Carl Reiner (98), Amerikaans acteur, komiek, filmregisseur en schrijver[126]
- Albert Sulon (82), Belgisch voetballer[127]

### 30 juni
- Ida Haendel (91), Pools-Brits violiste[128]
- Dan Hicks (68), Amerikaans acteur[129]
- Walter Nita (69), Nederlands zanger, drummer en componist[130]

januari ·
februari ·
maart ·
april ·
mei ·
juni ·
juli ·
augustus ·
september ·
oktober ·
november ·
december
1900 ·
1901 ·
1902 ·
1903 ·
1904 ·
1905 ·
1906 ·
1907 ·
1908 ·
1909 ·
1910 ·
1911 ·
1912 ·
1913 ·
1914 ·
1915 ·
1916 ·
1917 ·
1918 ·
1919 ·
1920 ·
1921 ·
1922 ·
1923 ·
1924 ·
1925 ·
1926 ·
1927 ·
1928 ·
1929 ·
1930 ·
1931 ·
1932 ·
1933 ·
1934 ·
1935 ·
1936 ·
1937 ·
1938 ·
1939 ·
1940 ·
1941 ·
1942 ·
1943 ·
1944 ·
1945 ·
1946 ·
1947 ·
1948 ·
1949 ·
1950 ·
1951 ·
1952 ·
1953 ·
1954 ·
1955 ·
1956 ·
1957 ·
1958 ·
1959 ·
1960 ·
1961 ·
1962 ·
1963 ·
1964 ·
1965 ·
1966 ·
1967 ·
1968 ·
1969 ·
1970 ·
1971 ·
1972 ·
1973 ·
1974 ·
1975 ·
1976 ·
1977 ·
1978 ·
1979 ·
1980 ·
1981 ·
1982 ·
1983 ·
1984 ·
1985 ·
1986 ·
1987 ·
1988 ·
1989 ·
1990 ·
1991 ·
1992 ·
1993 ·
1994 ·
1995 ·
1996 ·
1997 ·
1998 ·
1999 ·
2000 ·
2001 ·
2002 ·
2003 ·
2004 ·
2005 ·
2006 ·
2007 ·
2008 ·
2009 ·
2010 ·
2011 ·
2012 ·
2013 ·
2014 ·
2015 ·
2016 ·
2017 ·
2018 ·
2019 ·
2020 ·
2021 ·
2022 ·
2023 ·
2024 ·
2025